# 1987 في المغرب
الأحداث في العام 1987 في المغرب.

## الحكم
- الملك: الحسن الثاني
- رئيس الحكومة: عز الدين العراقي
- وزير الداخلية: إدريس البصري

## الرياضة
- فاز نادي الجيش الملكي بـ الدوري المغربي لكرة القدم 1986–87.
- فاز نادي الكوكب المراكشي بـ كأس العرش 1987.

## كتب
- كتاب: الصراعات الطبقية بالمغرب منذ الاستقلال،, المؤلف: مجدي ماجد.
- كان وأخواتها (رواية)

## أفلام
- ظلال الحارس (فيلم) من إخراج سعيد سودة.

## جوائز
- فاز الباحث المغربي محمد بن شريفة - بــجائزة الملك فيصل العالمية في اللغة العربية والأدب
- فاز الكاتب المغربي الطاهر بن جلون - بــجائزة غونكور (كان أول شمال أفريقي ينال الجائزة بفضل عمله الروائي المميز "ليلة القدر").

## مواليد
- نور الدين أمرابط ، (لاعب كرة القدم مغربي/هولندي).
- مروان فيلايني ، (لاعب كرة قدم بلجيكي من اصول مغربية).
- المهدي بن عطية ، (لاعب كرة قدم مغربي).
- أسامة البسطاوي ، (مغني وممثل مغربي)
- يوسف العربي ، (لاعب كرة قدم مغربي).
- رشيد بريغل ، (لاعب كرة قدم مغربي).
- المرتضى إعمراشا ، (من الوجوه البارزة في حراك الريف).
- مراد المساري (قاص المغربي الفائز بجائزة اتحاد كتاب المغرب للأدباء الشباب 2014).
- صلاح الدين السعيدي ، (لاعب كرة قدم مغربي).
- سحر الصديقي ، (مغنية وممثلة مغربية).
- خالد بوطيب ، (لاعب كرة قدم مغربي).
- رجاء الصديقي ، (كاتبة سيناريو ومخرجة أفلام مغربية).
- نبيلة معن ، (مغنية وملحنة وشاعرة مغربية).

## وفيات
- 22 يونيو 1987: تقي الدين الهلالي، (محدث ولغوي مغربي، يعد أول من أدخل الدعوة السلفية إلى المغرب).
- محمد بن الصديق الزمزمي، عالم دين مسلم مغربي.